# Alchemilla prasina
Alchemilla prasina är en rosväxtart som beskrevs av Sergei Vasilievich Juzepczuk. Alchemilla prasina ingår i släktet daggkåpor, och familjen rosväxter. Inga underarter finns listade i Catalogue of Life.